# Marius van Haaften

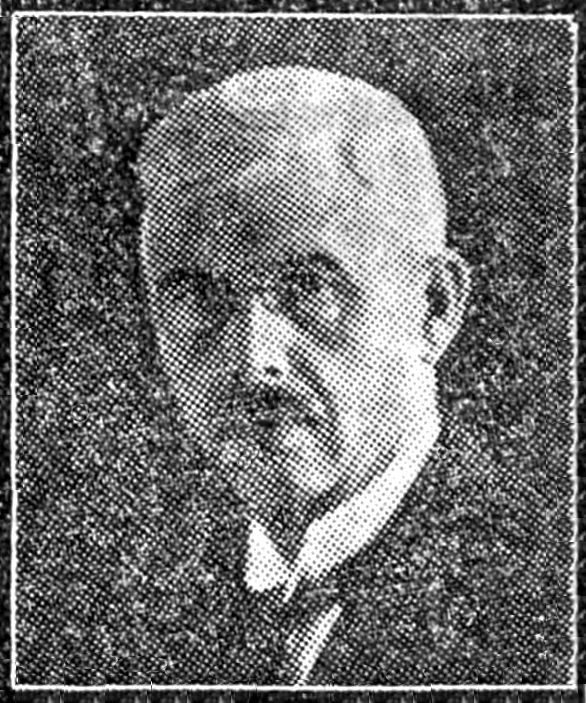
Marius van Haaften, 1930

Marius van Haaften (* 13. Juli 1880 in Deventer; † 24. Juni 1957 in De Steeg, Gemeinde Rheden) war ein niederländischer Versicherungsmathematiker.
Van Haaften besuchte das Gymnasium in Arnhem und studierte Mathematik und Naturwissenschaft an der Universität Leiden, während er gleichzeitig eine Lehre in der Versicherungswirtschaft begann. Da er in Leiden nicht bei Jan Cornelis Kluyver über Versicherungsmathematik promovieren konnte, promovierte er 1912 in Utrecht bei Willem Kapteyn (Beschouwingen over politieke rekenkunde). Ab 1908 war er Mathematiker bei der ältesten niederländischen Lebensversicherung (1807 gegründet), der Hollandse Sociëteit van Levensverzekeringen. 1927 bis 1950 war er dort Direktor. Er lehrte auch in Teilzeit an der Freien Universität Amsterdam Versicherungsmathematik.
Er bemühte sich um eine Standardisierung der Notation in der Versicherungsmathematik, war darin aber nur teilweise erfolgreich.
Er befasste sich auch mit Geschichte der Mathematik, so mit Ludolph van Ceulen, Ezechiel de Decker und seine Logarithmentafel, Simon Stevin, Johan de Witt und Nicolaas Struyck und ihre Sterbetafeln und Geschichte der Zinsrechnung in den Niederlanden.

## Schriften
- Leerboek der intrestrekening. Groningen: Noordhoff, 1929 (Lehrbuch der Zinsrechnung)
- Het Wiskundig Genootschap; zijn oudste geschiedens, zijn werkzaamheden en zijn beteekenis voor het verzekeringswezen. P. Noordhoff, Groningen, 1923 (Geschichte der niederländischen mathematischen Gesellschaft mit besonderer Berücksichtigung der Versicherungsmathematik)